# Monster High
 (octobre 2021).
- Si vous ne connaissez pas le sujet, laissez ce bandeau (vous pouvez alors contacter les auteurs).
- Si vous supprimez le contenu mis en cause (vous pouvez préalablement contacter les auteurs),

argumentez précisément cette suppression dans la page de discussion
(un manque de référence n'est pas un argument ; une recherche réelle de référence doit avoir été effectuée, être formellement documentée).
 (janvier 2019).
Si vous disposez d'ouvrages ou d'articles de référence ou si vous connaissez des sites web de qualité traitant du thème abordé ici, merci de compléter l'article en donnant les références utiles à sa vérifiabilité et en les liant à la section « Notes et références ».
 (novembre 2023).
La mise en forme du texte ne suit pas les recommandations de Wikipédia : il faut le « wikifier ».
Les points d'amélioration suivants sont les cas les plus fréquents. Le détail des points à revoir est peut-être précisé sur la page de discussion.
- Les titres sont pré-formatés par le logiciel. Ils ne sont ni en capitales, ni en gras.
- Le texte ne doit pas être écrit en capitales (les noms de famille non plus), ni en gras, ni en italique, ni en « petit »…
- Le gras n'est utilisé que pour surligner le titre de l'article dans l'introduction, une seule fois.
- L'italique est rarement utilisé : mots en langue étrangère, titres d'œuvres, noms de bateaux, etc.
- Les citations ne sont pas en italique mais en corps de texte normal. Elles sont entourées par des guillemets français : « et ».
- Les listes à puces sont à éviter, des paragraphes rédigés étant largement préférés. Les tableaux sont à réserver à la présentation de données structurées (résultats, etc.).
- Les appels de note de bas de page (petits chiffres en exposant, introduits par l'outil «  Source ») sont à placer entre la fin de phrase et le point final[comme ça].
- Les liens internes (vers d'autres articles de Wikipédia) sont à choisir avec parcimonie. Créez des liens vers des articles approfondissant le sujet. Les termes génériques sans rapport avec le sujet sont à éviter, ainsi que les répétitions de liens vers un même terme.
- Les liens externes sont à placer uniquement dans une section « Liens externes », à la fin de l'article. Ces liens sont à choisir avec parcimonie suivant les règles définies. Si un lien sert de source à l'article, son insertion dans le texte est à faire par les notes de bas de page.
- La présentation des références doit suivre les conventions bibliographiques. Il est recommandé d'utiliser les modèles {{Ouvrage}}, {{Chapitre}}, {{Article}}, {{Lien web}} et/ou {{Bibliographie}}. Le mode d'édition visuel peut mettre en forme automatiquement les références.
- Insérer une infobox (cadre d'informations à droite) n'est pas obligatoire pour parachever la mise en page.

Pour une aide détaillée, merci de consulter Aide:Wikification.
Si vous pensez que ces points ont été résolus, vous pouvez retirer ce bandeau et améliorer la mise en forme d'un autre article.
Monster High est une franchise de poupées lancée par Mattel en juillet 2010. Les personnages sont inspirés de la littérature fantastique, de la mythologie, ou encore de films culte. Monster High se décline sur de nombreux produits comme des vêtements, des bijoux fantaisie et de la papeterie, mais ses principaux revenus proviennent des poupées mannequins du même nom. Elle s'accompagne également d'épisodes spéciaux pour la télévision et le marché DVD, et d'une web-série.
Avec leur allure excentrique, les poupées Monster High ont suscité la polémique dans le monde du jouet. Ce qui a contribué à leur succès commercial auprès des enfants et collectionneurs avec plus de 150 millions de poupées vendues dans le monde.
En 2018, après 8 années de commercialisation de poupées, dont un reboot qui n'a pas eu un grand succès, des divers produits dérivés et de productions de films et séries, Mattel décide de mettre la franchise en pause.
Fin 2020, Mattel lance « Monster High Skullector », une nouvelle gamme proposant des poupées Monster High de collection destinée à un public adulte. Pour les premiers modèles, Mattel collabore avec Warner Bros, et sort deux poupées issues de l'univers de l'écrivain Stephen King. L'une est à l'effigie de Pennywise et l'autre des jumelles du film Shining. Sorties début octobre sur le site Mattel Creation, elles sont en rupture de stock seulement 2 minutes après leur mise en vente.
En février 2021, Mattel annonce officiellement le grand retour de Monster High. De toutes nouvelles poupées et une nouvelle série animée, accompagnée d'un long-métrage sous forme de comédie musicale, produits avec Nickelodeon sont sorties en 2022.

## Poupées mannequins
Les poupées Monster High sont en grande majorité de genre féminin. La gamme est commercialisée sous forme de collections à thèmes dans lesquels chaque personnage se caractérise par ses tenues, coiffures, maquillages et accessoires qui changent à chaque nouvelle collection. 
Chaque poupée Monster High possède sa propre sculpture facial (voire corporel pour certains personnages), son propres style vestimentaire et un univers esthétique inspiré du monstre qu'elle incarne.

## Personnages

### Étudiants de Monster High[1]

#### Personnages principaux
- Frankie Stein est l’enfant du Monstre de Frankenstein et de son épouse.
- Draculaura est la fille du Comte Dracula .
- Clawdeen Wolf est la fille d'un Loup Garou.
- Cleo de Nile est la fille de Ramsès de Nile et la petite amie de Deuce Gorgon.
- Lagoona Blue est la fille du Monstre des Mers, également connu sous le nom "Créature du lac noir" ou "the Creature from the Black Lagoon". Elle est aussi la petite amie de Gil Webber.
- Ghoulia Yelps est la fille d'un couple de zombie, son petit ami est Grotoumou.

#### Autres personnages
- Abbey Bominable est la fille du Yéti.
- Amanita Nightshade est la fille de la Fleur Cadavre.
- Ari Hauntington est la fille d'un fantôme, c'est aussi une célèbre chanteuse pop.
- Astranova est la fille des Aliens de la Comète.
- Avea Trotter est la fille d'un Centaure (père) et d'une Harpie (mère).
- Batsy Claro est la fille d'une Chauve-souris Vampire Blanche.
- Bonita Femur est la fille d'une Phalène (père) et d'un Squelette (mère).
- Bruno Vaudou (HooDude Voodoo en V.O) est la création de Frankie Stein et une poupée Vaudou.
- Casta Fierce est la fille de Circé et aussi une chanteuse.
- Catrine DeMew est la fille d'un Chat-garou français.
- Catty Noir est la fille d'un Chat-garou noir des superstitions et est la petite amie de Seth Ptolémée.
- Clawd Wolf est le fils du loup-garou. Il est le grand frère de Clawdeen et d'Howleen, le petit frère de Clawdia et est le petit ami de Draculaura.
- Clawdia Wolf est la fille du Loup-garou et l’aînée des Wolf.
- Cupidona Chariclo Arganthone (C.A. Cupid) est la fille adoptée de Éros.
- Dayna Treasura Jones est la fille de Davy Jones.
- Deuce Gorgon est le fils de Méduse et est le cousin de Viperine Gorgon et le petit ami de Cleo De Nille.
- Djinni "Whisp" Grant est l'ombre de Gigi Grant et par la suite Génie de la Lampe.
- Elissabat Stoker alias Veronica Von Vamp est la fille d'un Vampire ainsi que la reine des vampires et l'amie d'enfance de Draculaura.
- Elle Eedee est la fille de Robots.
- Finnegan Wake est le fils d'un Triton.
- Garrott DuRoque est le fils d'une Gargouille et le petit ami de Rochelle Goyle.
- Gigi Grant est la fille du Génie de la lampe qui par la suite devient étudiante à Monster High.
- Gilda Goldstag est la fille de la biche de Cérynie.
- Gillington « Gil » Webber est le fils du Monstre des Rivières et le petit ami de Lagoona Blue.
- Gooliope Jellington est la goule des cirques. On ne connait pas ses parents, on raconte qu'elle est une expérience de laboratoire.
- Grotoumou (Sloman "Slo Mo" Mortavitch en V.O) est le fils d'un zombie et est le petit ami de Ghoulia Yelps.
- Holt Hyde est le fils de Mr et Mme Hyde, la double personnalité énergique de Jackson Jekyll. Il est le cousin de Thomas Cramé.
- Honey Swamp est la fille du Monstre des Marais d'Honey Highland.
- Howleen Wolf est la fille du loup-garou et la sœur cadette des Wolf.
- Invisi Billy est le fils de l'Homme invisible et est le petit ami de Scarah Screams.
- Iris Clops est la fille du cyclope et est la petite amie de Manny Taur
- Isi Dawndancer est la fille de l'Esprit d'un Cerf.
- Jackson Jekyll est le fils du Docteur Jekyll et de Mme Jekyll, la double personnalité intello de Holt Hyde.
- Jane Boolittle est la fille adoptive du Docteur Boolittle.
- Jinafire Long est la fille du Dragon oriental.
- Johnny Spirit est le fils d'un Esprit Fantôme et est le petit ami d'Operetta.
- Kala Mer'ri est la fille du Kraken.
- Kiyomi Haunterly est la fille du Fantôme Sans Visage (Noppera-bo).
- Kjersti Trollsøn est la fille d'un Troll Scandinave.
- Lorna McNessie est la fille du monstre du Loch Ness.
- Luna Mothews est la fille d'un Papillon de nuit.
- M. Charcuteur est le professeur de sciences folles.
- M. Rotter est le professeur de langues mortes.
- Mme le proviseur Santête est la directrice de Monster High et la fille du Cavalier Sans Tête.
- Mlle Hortimarmot est le professeur de Lards Ménagères.
- Madison Fear est la fille des Sirènes (Elle a été créée à l'hommage de la chanteuse Madison Beer interprète de la musique "We Are Monster High", mais n'est pas officiellement en vente )
- Manny Taur est le fils du Minotaure est et le petit ami de d'Iris Clops.
- Marisol Coxi est la fille du Bigfoot d'Amérique du Sud et est la cousine d'Abbey Bominable.
- Moanica D'kay est la fille d'un zombie espagnole (père) et portugaise (mère).
- Nefera De Nile est la fille de Ramses De Nile, et est la grande sœur de Cleo De Nile.
- Neighthan Rot est le fils d'un Zombie (père) et d'une Licorne (mère).
- Operetta est la fille du Fantôme de l'Opéra et est la petite amie de Johnny Spirit.
- Peri & Pearl Serpentine - Peri Serpentine (cheveux bleus) et Pearl Serpentine (cheveux blancs) sont les filles jumelles à deux têtes de l'Hydre. Elles partagent le même corps.
- Porter Geiss est le fils d'un peintre fantôme et est le petit ami de Spectra Vondergeist.
- Posea Reef est la fille de Poséidon.
- River Styxx est la fille de la Faucheuse fantôme.
- Robecca Steam est la fille-robot d'un Savant Fou, Hexiciah Steam.
- Rochelle Goyle est la fille française des Gargouilles et est la petite amie de Garott DuRoque.
- Scarah Screams est la fille irlandais de la Banshee et est la petite amie de Invisi Billy.
- Seth Ptolemy alias Pharao est le fils de reine Ptolémée, Amuncommon Ptolemy ou Amuncommon Ptolémée, et est le petit ami de Catty Noir.
- Sirena Von Boo est la fille d'un Fantôme (père) et d'une Sirène (mère).
- Skelita Calaveras est la fille de calaveras (squelettes mexicains).
- Souriana King (Mouscedes King en V.O) est la fille du Roi des Rats.
- Spectra Vondergeist est la fille d'un Fantôme et est la petite amie de Porter Geiss.
- Thomas Cramé (Heath Burns en V.O) est le fils d'un Élément feu est et le cousin de Holt Hyde .
- Toralei Rayures (Toralei Stripe en V.O) est la fille du Chat-garou.
- Treesa Thornwillow est une nymphe des arbres.
- Twyla Boogeyman est la fille du Croque mitaine.
- Vandala Doublons est la fille d'un Pirate fantôme.
- Venus McFlytrap est la fille de la Plante carnivore.
- Veronronique (Purrsephone en V.O) est la fille d'un Chat-garou et est la jumelle de Miaoulodie.
- Viperine Gorgon est la fille de la Gorgone Stheno et est la cousine de Deuce.* Wydowna Spider est la fille de Arachné.

#### Les animaux
- Aye, seiche de Vandala Doubloons.
- Azura, scarabée de Nefera de Nile.
- Captain Penny, manchot robot de Robecca Steam.
- Cauchemar, cheval de Mme. Santête.
- Chewlian, plante carnivore de Venus McFlytrap.
- Comte Fabulous , chauve-Souris de Draculaura.
- Coussin (Cushion en V.O), hérisson de Howleen Wolf.
- Croissant (Crescent en V.O), chat de Clawdeen Wolf.
- Crossfade, caméléon de Jackson (vert) et de Holt (orange).
- Dustin, lapin de poussière de Twyla.
- Hissette, serpent de Cleo De Nile.
- Hulule (Sir Hoots A Lot en V.O), hibou de Ghoulia Yelps.
- Memphis, araignée d'Operetta.
- Needles, paresseux de Jane Boolittle.
- Neptuna, piranha de Lagonna Blue.
- Perseus, rat à deux queues de Deuce Gorgon.
- Rhuen, furet-fantôme de Spectra Vondergeist.
- Rockseena, bulldog-gargouille femelle de Clawd Wolf.
- Roux, griffon gargouille de Rochelle Goyle.
- Shiver, bébé mammouth laineux d'Abbey Bominable.
- Sultan Sting, scorpion de Gigi Grant.
- Sweet Fang, bébé tigre à dents de sabre de Toralei Stripe.
- Watzit, chien hybride de Frankie Stein.

#### Fright-Mares
Les Fright-Mares naissent quand un cauchemar et un esprit cheval entrent en collision avec le rêve d'un monstre. Le cauchemar fusionne avec les traits du monstre dont le rêve provient. Ces centaurettes vivent dans les pâturages de rêve, un endroit profond et loin du pays des monstres. Les poupées Fright-Mares sont essentiellement commercialisées aux États-Unis entre 2015 et 2016.
- Aery Evenfall : mi-squelette mi-centaure
- Bay Tidechaser : mi-monstre des mers mi-centaure
- Caprice Whimcanter :mi-libellule mi-centaure
- Fawntine Fallowheart' : mi-cerf mi-centaure
- Flara Blaze : mi-phœnix mi-centaure
- Leandra Dapplebrush : mi-yéti et mi-centaure
- Merry Trotabout : mi-? et mi centaure
- Frets Quartzmane : mi-gargouille mi-centaure
- Olympia Wingfield : mi-chauve souris vampire mi-centaure
- Penepole Steamtail : mi-papillon mi-centaure
- Pyxis Prepstockings :  mi-pégase mi-centaure
- Skyra Bouncegait : mi-fantôme mi-centaure

## Produits dérivés

### Site web[2]
La version américaine (anglophone) du site officiel Monster High apparaît en mai 2010. Celui-ci propose des jeux, des fiches biographiques des personnages, diverses activités et la web-série. La version française du site apparaît en février 2011.

### Jeux vidéo
Monster High a fait l'objet de plusieurs adaptations en jeu vidéo.

### Livres
Une saga a été écrite par Lisi Harrison, avec quatre tomes :
1. Monster High
2. RADicalement votre…
3. Quand on parle du loup…
4. De vampire en pire

Une autre saga a été écrite par Gitty Daneshvari, également en quatre tomes :
1. Meilleures Goules pour la vie
2. Goules toujours !
3. Chaire de goule
4. Jeu de Goule

Liste des livres de la 1re génération basés sur les films (épisodes spéciaux), publiés par la Bibliothèque Rose.
1. La fête des Goules
2. 13 souhaits
3. Pourquoi les goules tombent amoureuses ?
4. Frissons, caméra, action !
5. Hanté
6. Fusion monstrueuse
7. Les reines de la CRIM'
8. Boo York, Boo York
9. Scaris, ville des frayeurs
10. La bête de l'île au crâne
11. La grande barrière des frayeurs
12. Choc des cultures !

Liste des livres de la 3e génération basés sur la série télévisée et les films, publiés par la Bibliothèque Rose.
1. Un lycée pas comme les autres !
2. Le secret de Draculaura
3. La malédiction
4. La meute des loups-garous
5. Sorcière en danger !
6. Week-end chez les humains
7. Secret de famille
8. La nuit la plus longue !

- Spécial. Monster High - Le roman du film XXL
- Spécial. Monster High 2 - Le roman du film XXL

### Série animée
La série Monster High a la particularité d'être d'abord née sous la forme d'une web-série animée proposant des épisodes très courts de moins de 5 minutes et uniquement destinés au site web officiel. Le succès de la franchise a poussé Mattel à produire par la suite des films pour la télévision et le marché du DVD, mais aussi à proposer la web-série aux chaines de télévision (Nickelodeon aux États-Unis, ou Canal J en France).

#### Web-série
Disponible depuis le 5 mai 2010 pour la version américaine, à raison d'un épisode toutes les deux semaines, le jeudi, sur le site officiel mais aussi sur YouTube. La version française est lancée sur internet à partir du 1er février 2011 à raison de deux épisodes par semaine (le mardi et le vendredi) puis trois à partir du 23 février 2011 (le mardi, le mercredi et le vendredi) avant de prendre un rythme de diffusion proche de celui de la diffusion américaine.
Les créateurs ont choisi de ne pas parler de « saisons » mais plutôt de « volumes », sans doute pour se rapprocher du vocabulaire littéraire (la plupart des personnages de Monster High trouvent leurs origines dans la littérature).

#### Panorama des saisons (volumes)
| Volume | Volume                   | Épisodes | États-Unis       | États-Unis       | France           | France          |
| Volume | Volume                   | Épisodes | Début de saison  | Fin de saison    | Début de saison  | Fin de saison   |
| ------ | ------------------------ | -------- | ---------------- | ---------------- | ---------------- | --------------- |
|        | 1                        | 27       | 5 mai 2010       | 20 janvier 2011  | 1er février 2011 | 8 avril 2011    |
|        | 2                        | 36       | 8 février 2011   | 17 novembre 2011 | 11 juillet 2011  | 27 janvier 2012 |
|        | 3                        | 55       | 8 décembre 2011  | 26 décembre 2013 | 13 juillet 2012  | 30 mars 2014    |
|        | 4                        | 30       | 27 novembre 2013 | 31 mars 2015     | 28 août 2014     | 31 mai 2015     |
|        | 5                        | 10       | 2 octobre 2014   | 10 avril 2015    | 2 octobre 2014   | 1er avril 2015  |
|        | 6                        | 6        | 19 juin 2015     | 30 octobre 2015  | 16 juin 2015     | 30 octobre 2015 |
|        | Bonus/Promo              | 11       | 3 octobre 2011   | 19 juillet 2012  | —                | —               |
|        | Les Aventures des Goules | 14       | 11 août 2017     | 2 février 2018   | 11 août 2017     | 2 février 2018  |

#### 3eGénération (depuis 2022)
| Saison | Saison | Histoires | Épisodes | États-Unis      | États-Unis      | France          | France        |
| Saison | Saison | Histoires | Épisodes | Début de saison | Fin de saison   | Début de saison | Fin de saison |
| ------ | ------ | --------- | -------- | --------------- | --------------- | --------------- | ------------- |
|        | 1      | 45        | 26       | 6 octobre 2022  | 8 décembre 2023 | 1er avril 2023  | 24 avril 2024 |
|        | 2      | 34        | 20       | 11 mars 2024    | 24 octobre 2024 | 12 août 2024    | 6 mars 2025   |

### Films

#### Films (2D) Première Génération (2010 - 2011)
| № | Titre français                    | Titre original                    | Durée  | Durée  | Date de sortie                | Date de sortie                      |
| - | --------------------------------- | --------------------------------- | ------ | ------ | ----------------------------- | ----------------------------------- |
| 1 | Une nouvelle élève à Monster High | Monster High: New Ghoul at School | 23 min | 11 min | 31 octobre 2010 (Youtube)     | 14 février 2011 (Partie 1, Youtube) |
| 1 | Une nouvelle élève à Monster High | Monster High: New Ghoul at School | 23 min | 11 min | 31 octobre 2010 (Youtube)     | 18 février 2011 (Partie 2, Youtube) |
| 2 | Choc des cultures !               | Monster High: Fright On!          | 46 min | 46 min | 30 octobre 2011 (Nickelodeon) | 2 décembre 2014 (DVD/Blu-ray)       |

#### Films (3D) Première Génération (2012 - 2016)
| №  | Titre français                                          | Titre original                                             | Durée  | Date de sortie                | Date de sortie                |
| -- | ------------------------------------------------------- | ---------------------------------------------------------- | ------ | ----------------------------- | ----------------------------- |
| 3  | Pourquoi les Goules tombent amoureuses ?                | Monster High: Why Do Ghouls Fall in Love?                  | 46 min | 12 février 2012 (Nickelodeon) | 14 février 2012               |
| 4  | La Bête de l'île au Crâne                               | Monster High: Escape from Skull Shores                     | 46 min | 13 avril 2012 (Nickelodeon)   | 10 mai 2012                   |
| 5  | Les Reines de la CRIM'                                  | Monster High: Friday Night Frights                         | 46 min | 21 janvier 2013 (iTunes)      | 8 février 2013                |
| 6  | La Fête des Goules                                      | Monster High: Ghouls Rule                                  | 71 min | 9 octobre 2012 (DVD/Blu-ray)  | 23 octobre 2012 (DVD/Blu-ray) |
| 7  | Scaris, ville des frayeurs                              | Monster High: Scaris: City of Frights                      | 61 min | 3 mars 2013 (Nickelodeon)     | 2 mars 2013                   |
| 8  | 13 Souhaits                                             | Monster High: 13 Wishes                                    | 73 min | 8 octobre 2013 (DVD/Blu-ray)  | 9 octobre 2013                |
| 9  | Frissons, Caméra, Action !                              | Monster High: Frights, Camera, Action!                     | 73 min | 25 mars 2014 (DVD/Blu-ray)    | 1er avril 2014 (DVD/Blu-ray)  |
| 10 | Fusion monstrueuse                                      | Monster High: Freaky Fusion                                | 73 min | 30 septembre 2014 (DVD)       | 14 octobre 2014 (DVD/Blu-ray) |
| 11 | Hanté                                                   | Monster High: Haunted                                      | 75 min | 24 mars 2015 (DVD)            | 7 avril 2015 (DVD/Blu-ray)    |
| 12 | Boo York, Boo York - Une comédie musicale monstrueuse ! | Monster High: Boo York, Boo York - A Monsterrific Musical! | 71 min | 29 septembre 2015 (DVD)       | 20 octobre 2015 (DVD)         |
| 13 | La Grande Barrière des frayeurs                         | Monster High: Great Scarrier Reef                          | 71 min | 12 février 2016 (Digital HD)  | 22 mars 2016 (DVD)            |

#### Films Seconde Génération (2016 - 2017)
| №  | Titre français                         | Titre original            | Durée  | Date de sortie     | Date de sortie        |
| -- | -------------------------------------- | ------------------------- | ------ | ------------------ | --------------------- |
| 14 | Bienvenue à Monster High : à l'origine | Welcome to Monster High   | 73 min | 27 août 2016 (DVD) | 18 octobre 2016 (DVD) |
| 15 | Électrisant                            | Monster High: Electrified | 71 min | 28 mars 2017 (DVD) | 4 avril 2017 (DVD)    |

#### Films Troisième Génération (depuis 2022)
| №  | Titre français         | Titre original          | Durée  | Date de sortie               | Date de sortie                |
| -- | ---------------------- | ----------------------- | ------ | ---------------------------- | ----------------------------- |
| 16 | Monster High : le film | Monster High: The Movie | 92 min | 6 octobre 2022 (Nickelodeon) | 27 décembre 2022 (Paramount+) |
| 17 | Monster High 2         | Monster High 2          | 93 min | 5 octobre 2023 (Paramount+)  | 19 mai 2024 (Nickelodeon)     |

#### Films en developpement
Le 5 juin 2024, Mattel, par l'intermédiaire de sa division cinéma, et Universal Pictures ont annoncé qu'ils développaient un film live-action Monster High. Akiva Goldsman écrira et produira sous sa bannière, Weed Road Pictures, avec le producteur Robbie Brenner.
| №    | Titre français                                               | Titre original                                             | Durée | Date de sortie | Date de sortie | Notes |
| ---- | ------------------------------------------------------------ | ---------------------------------------------------------- | ----- | -------------- | -------------- | ----- |
| N.C. | Film live-action Monster High sans titre (version Universal) | Untitled live-action Monster High film (Universal version) | N.C.  | N.C.           | N.C.           |       |

#### Films annulés
| №    | Titre français                                                         | Titre original                                                            | Durée | Date de sortie          | Date de sortie | Notes |
| ---- | ---------------------------------------------------------------------- | ------------------------------------------------------------------------- | ----- | ----------------------- | -------------- | --- |
| N.C. | Film live-action Monster High sans titre (1er essai version Universal) | Untitled live-action Monster High film (first attemped Universal version) | N.C.  | 7 octobre 2016 (Annulé) | N.C.           | Plus aucune information n'a été partagée depuis l'annonce du film |
| N.C. | Titre français inconnu                                                 | Monster High: Feary Tale                                                  | N.C.  | Fin 2016 (Annulé)       | N.C.           | Annulé en raison de l'annulation d'Ever After High et de la nouvelle génération de Monster High. Storyboards partagé sur YouTube sous le nom Monster High: The Lost Movie (littéralement « Monster High : le film perdu ») |
| N.C. | Monster High 3                                                         | Monster High 3                                                            | N.C.  | 2024 (Annulé)           | N.C.           | Annulé en raison du fait qu'Universal Pictures réalise un nouveau film live action. |

## Distribution

### Voix originales
- Kate Higgins : Frankie Stein (2010-2016), Catrine DeMew (film Scaris, Ville des Frayeurs), Lily Van Helsing
- Debi Derryberry : Draculaura
- Salli Saffioti (en) : Clawdeen Wolf, Cleo de Nile
- Laura Bailey : Lagoona Blue (2010-2016), Mme Santête, Skelita Calaveras, Honey Swamp, Catty Noir (speaking), Elle Eedee
- Jordyn Kane : Catty Noir (Singing)
- Audu Paden : Ghoulia Yelps, Grotoumou, Don de la Mort, Cauchemar, Ramsès de Nile, M. Charcuteur
- Evan Smith : Deuce Gorgon, Gillington "Gil" Webber, Invisi Billy, Rocco, Garrott DuRoque,
- Erin Fitzgerald : Spectra Vondergeist, Abbey Bominable (2011-2016), C.A. Cupid, Rochelle Goyle (2012-2015), Scarah Screams, Wydowna Spider, Astranova
- Ogie Banks : Clawd Wolf
- Cindy Robinson : Jackson Jekyll/Holt Hyde, Gory Fangtell, Operetta, Moanatella Ghostier, Amuncommon Ptolémée, Meowlody, Purrsephone
- Julie Maddalena Kliewer : Venus McFlytrap (2012-2015), Robecca Steam

### Voix françaises
- Cécile Florin : Frankie Stein
- Marie Van Ermengem : Draculaura
- Mélanie Dermont : Clawdeen Wolf, Operetta et Spectra Vondergeist
- Élisabeth Guinand : Lagoona Blue et Toralei Stripe
- Sophie Landresse : Cleo de Nile, Howleen Wolf et Clair
- Audu Paden : Ghoulia Yelps
- Jean-Paul Clerbois : Clawd Wolf, Deuce Gorgon (La Fête des Goules et Boo York, Boo York)
- Nathalie Stas : Abbey Bominable, Nefera de Nile
- Robert Guilmard : Thomas Cramé et Gillington « Gil » Webber
- Géraldine Frippiat : Robecca Steam
- Laëtitia Liénart : Venus McFlytrap
- Héléna Coppejans : Rochelle Goyle et Purrsephone
- Bruno Georis : Jackson Jekyll/Holt Hyde, Bruno Vaudou, Manny Taur
- Claire Tefnin : C.A. Cupid et Pearl Serpantine
- Sophie Frison : Draculaura (film Hanté), Meowlody, Elissabat/Veronica Von Vamp et Mouscedes (Souriana) King
- Ioanna Gkizas : Gory Fangtell et Draculaura
- Maia Baran : Iris Clops et Elle Eedee
- Julie Basecqz : Lily Van Helsing et Clawdia Wolf
- Daniel Nicodème : Lord Stoker
- Prunelle Rulens : Jinafire Long et Viperine Gorgon
- Violette Pallaro : Twyla
- Patrick Waleffe : M. Rotter, M. Charcuteur et M. Perdu
- Nancy Philippot : Scarah Screams
- Marcha Van Boven : Bonita Femur
- Alexis Flamant : Neighthan Rot
- Gauthier de Fauconval : Chad
- Esther Aflalo : Vandala Doubloons, Peri Serpentine et Isi Dawndancer
- Stéphanie Vondenhoff : Sirena Von Boo
- Béatrice Wegnez : Avea Trotter et Posea Reef
- Marie du Bled : Honey Swamp et Kelpie Blue
- Delphine Moriau : Gooliope Jellington
- Cathy Boquet : Catty Noir et Moanica D'Kay
- Frederik Haùgness : Raythe
- Aurélien Ringelheim : Sparky/Victor Frankenstein
- Marielle Ostrowski : Ari Hauntington/Tash
- Coralie Vanderlinden : Kiyomi Haunterly
- Jean-Michel Vovk : Dracula, Ramsès de Nile (La Fête des Goules)
- Maxime Van Santfoort : Porter Geiss
- Fabienne Loriaux : Harriet Wolf
- Sandrine Henry (voix parlée) et Christa Jérôme (voix chantée) : Astranova
- Micheline Tziamalis : Skelita Calaveras
- Pascaline Crèvecoeur (voix parlée) et Anne-Sophie Terschan (voix chantée) : Luna Mothews
- Jean-Marc Delhausse : Ramsès de Nile (Boo York, Boo York)
- France Bastoen : Mme Revenant

## Discographie
- 2010 : Monster High Fright Song
- 2013 : We Are Monster High
- 2014 : Witching Hour
- 2014 : Freaky Fusion
- 2014 : Party Like a Monster
- 2014 : The Zombie Shake
- 2015 : Boo York, Boo York (Original Motion Picture Soundtrack)
- 2016 : Get into the Swin
- 2016 : Face the Tide
- 2016 : Dive In
- 2016 : Welcome to Monster High (Mini album incluant trois titres du film "Bienvenue à Monster High")
- 2017 : Electrified (Mini album incluant trois titres du film "Électrisant")
- 2017 : Adventures of the Ghoul Squad
- 2017 : Happy Howlidays
- 2022 : Monster High: The Movie (en) (Original Film Soundtrack)
- 2023 : Monster High: The Series (Chansons issues de la série)
- 2023 : Monster High: Boo Crew Beats (Chanons présentant les nouvelles lignes de poupées)
- 2023 : Howloween Scream
- 2023 : Monster High 2 (en) (Original Film Soundtrack)
- 2023 : Skelita Celebrates Día De Muertos
- 2024 : Monster High: Scare-adise Island
- 2024 : Monster High: Soundtrack To The Animated Series Season 2 (Chansons issues de la série)
- 2024 : Masterpiece
- 2024 : Monster Fest
- 2024 : We Haunt These Halls
- 2024 : Monster High: Original Score from Movies 1 + 2 (Bande Sonore des 2 films)
- 2025 : Jin Jin Jinafire
- 2025 : Legend In My Own Right: Clawdeen Wolf
- 2025 : Amped Up!
- 2025 : Monster High Fright Song

### Spin off
- Ever After High
- Enchantimals (en)